# Некраса (приток Кезы)
Некраса — река в России, протекает в городском округе Бор Нижегородской области. 
Устье реки находится в 28 км по правому берегу реки Кезы. Длина реки составляет 10 км.
Исток реки находится в лесу в 15 км к северо-западу от села Линда. Река течёт на северо-восток, протекает деревни Уткино и Гусево. Впадает в Кезу у деревни Язвицы.

## Данные водного реестра
По данным государственного водного реестра России относится к Верхневолжскому бассейновому округу, водохозяйственный участок реки — Волга от Горьковского гидроузла и до устья реки Ока, речной подбассейн реки — Волга ниже Рыбинского водохранилища до впадения Оки. Речной бассейн реки — (Верхняя) Волга до Куйбышевского водохранилища (без бассейна Оки).
По данным геоинформационной системы водохозяйственного районирования территории РФ, подготовленной Федеральным агентством водных ресурсов:
- Код водного объекта в государственном водном реестре — 08010300512110000017442
- Код по гидрологической изученности (ГИ) — 110001744
- Код бассейна — 08.01.03.005
- Номер тома по ГИ — 10
- Выпуск по ГИ — 0